# Akos Armont
Akos Armont (n. 19??) es un actor de televisión.

## Biografía
Akos se entrenó en la prestigiosa escuela de teatro australiana National Institute of Dramatic Arts ("NIDA") de donde se graduó en el 2007.

## Carrera
En el 2010 apareció en un episodio de la popular miniserie The Pacific donde interpretó al oficial de la policía Billie Joe Crumpton.
En el 2011 se unió a la segunda temporada de la serie Spirited donde interpretó a Paperback Pete.
En el 2015 se unió al elenco principal de la serie Winter donde interpretó al detective de la policía Milo Lee.
En marzo del mismo año se anunció que Akos se unió al elenco de la cuarta temporada de la serie House Husbands, donde interpretó al doctor Saxon.

## Filmografía

### Series de televisión
| Año  | Serie              | Personaje           | Notas                           |
| ---- | ------------------ | ------------------- | ------------------------------- |
| 2015 | House Husbands     | Doctor Saxon        | 9 episodios                     |
| 2015 | Winter             | Det. Milo Lee       | 6 episodios - miniserie         |
| 2014 | Janet King         | Drew Blakely        | 8 episodios                     |
| 2011 | Spirited           | Paperback Pete      | 6 episodios                     |
| 2011 | Rescue Special Ops | -                   | episodio "Him or Me"            |
| 2011 | Home and Away      | Rene                | episodio # 1.5223               |
| 2010 | The Pacific        | Billie Joe Crumpton | episodio "Basilone" - miniserie |
| 2008 | The Strip          | Ryan Long           | episodio "Schoolies"            |

### Películas
| Año  | Título                                           | Personaje           | Notas                                                                                         |
| ---- | ------------------------------------------------ | ------------------- | --------------------------------------------------------------------------------------------- |
| 2017 | Pirates of the Caribbean: Dead Men Tell No Tales | Soldado Británico   | junto a Johnny Depp, Javier Bardem, Orlando Bloom, Geoffrey Rush y David Wenham               |
| 2016 | On Hold for Taylor                               | Carl                | corto - junto a Geraldine Hakewill, Monica Zanetti, Nikki Waterhouse y Yasemin Plows          |
| 2013 | The Railway Man                                  | Jackson             | junto a Jeremy Irvine, Colin Firth, Stellan Skarsgård, Nicole Kidman, Sam Reid y Ben Aldridge |
| 2012 | Decrepit                                         | Ashleigh Wrinkle    | corto - junto a Nicholas Hope, Robin Queree y Anna Bauert                                     |
| 2012 | Lichen                                           | Hombre              | corto - junto a Hayley Magnus                                                                 |
| 2012 | Andy X                                           | Andy Warhol / Poeta | corto - junto a Sheridan Harbridge, Nick Simpson-Deeks, Gillian Jones y David Denis           |
| 2011 | The Incredible Parker Brothers                   | Edward Parker       | corto - junto a Leon Cain                                                                     |
| 2011 | Panic at Rock Island                             | Jeff Kazovski       | junto a Grant Bowler, Vince Colosimo, Damian Walshe-Howling, Marshall Napier y Nathan Page    |

### Escritor
| Año  | Título          | Notas |
| ---- | --------------- | ----- |
| 2015 | The Tender Dark | corto |

### Teatro[4]
| Año  | Obra                           | Personaje | Director         | Teatro              | Notas                                                                        |
| ---- | ------------------------------ | --------- | ---------------- | ------------------- | ---------------------------------------------------------------------------- |
| 2013 | Romeo and Juliet               | -         | Kip Williams     | -                   | junto a Mitchell Butel, Alexander England, Eamon Farren y Anna Lise Phillips |
| 2012 | Strange Interlude              | -         | Simon Stone      | Belvoir St. Theatre | junto a Emily Barclay, Kris McQuade, Anthony Phelan y Toby Schmitz           |
| 2011 | Tooth of Crime                 | -         | David Harmon     | -                   | junto a Paige Gardiner, Jim Gosden, Daniel O'Leary y Steve Toulmin           |
| 2010 | Spring Awakening-A New Musical | -         | Geordie Brookman | Sydney Theatre      | junto a Clare Bowen, Helen Dallimore, Andrew Hazzard y Scott Morris          |
| 2009 | The Web                        | -         | -                | Playhouse Theatre   | junto a Robin Goldsworthy, Susan Prior, Igor Sas y Marcelle Schmitz          |
| 2009 | Angels in America, Part 1      | -         | Alex Galeazzi    | Riverside Theatre   | junto a Abigail Austin, Laurence Coy, Elaine Hudson y Jane Phegan            |
| 2008 | The Kid                        | Dean      | Tom Healy        | Stables Theatre     | junto a Eamon Farren, Emma Palmer y Andrew Ryan                              |